# Karakószörcsök
Karakószörcsök is een plaats (község) en gemeente in het Hongaarse comitaat Veszprém. Karakószörcsök telt 323 inwoners (2001).